# بيرون ويبستر
بيرون ويبستر (31 مارس 1987 في المملكة المتحدة - ) (بالإنجليزية: Byron Webster)‏ هو لاعب كرة قدم بريطاني في مركز الدفاع. لعب مع ليدز يونايتد ونادي دونكاستر روفرز ونادي ميلوول ونادي يورك سيتي ويوفل تاون وويتبي تاون ‏ ونادي هيرفورد ونادي هاروجيت تاون ونادي نورثامبتون تاون وFK Baník Most 1909 ‏.

## وصلات خارجية
- بيرون ويبستر على موقع قاعدة بيانات كرة القدم.إي يو (الإنجليزية)
- بيرون ويبستر على موقع Soccerbase.com (لاعب) (الإنجليزية)
- بيرون ويبستر على موقع Soccerway.com (الإنجليزية)